# 正斑马峨螺
正斑马峨螺（学名：Enzinopsis zonalis），是新腹足目峨螺科Enzinopsis属的一种。主要分布于印度尼西亚、台湾，常栖息在潮间带岩礁。